# Pleurothallis dentipetala
Pleurothallis dentipetala là một loài thực vật có hoa trong họ Lan. Loài này được Rolfe ex Ames miêu tả khoa học đầu tiên năm 1923.